# Theodor Wilhelm Jeß

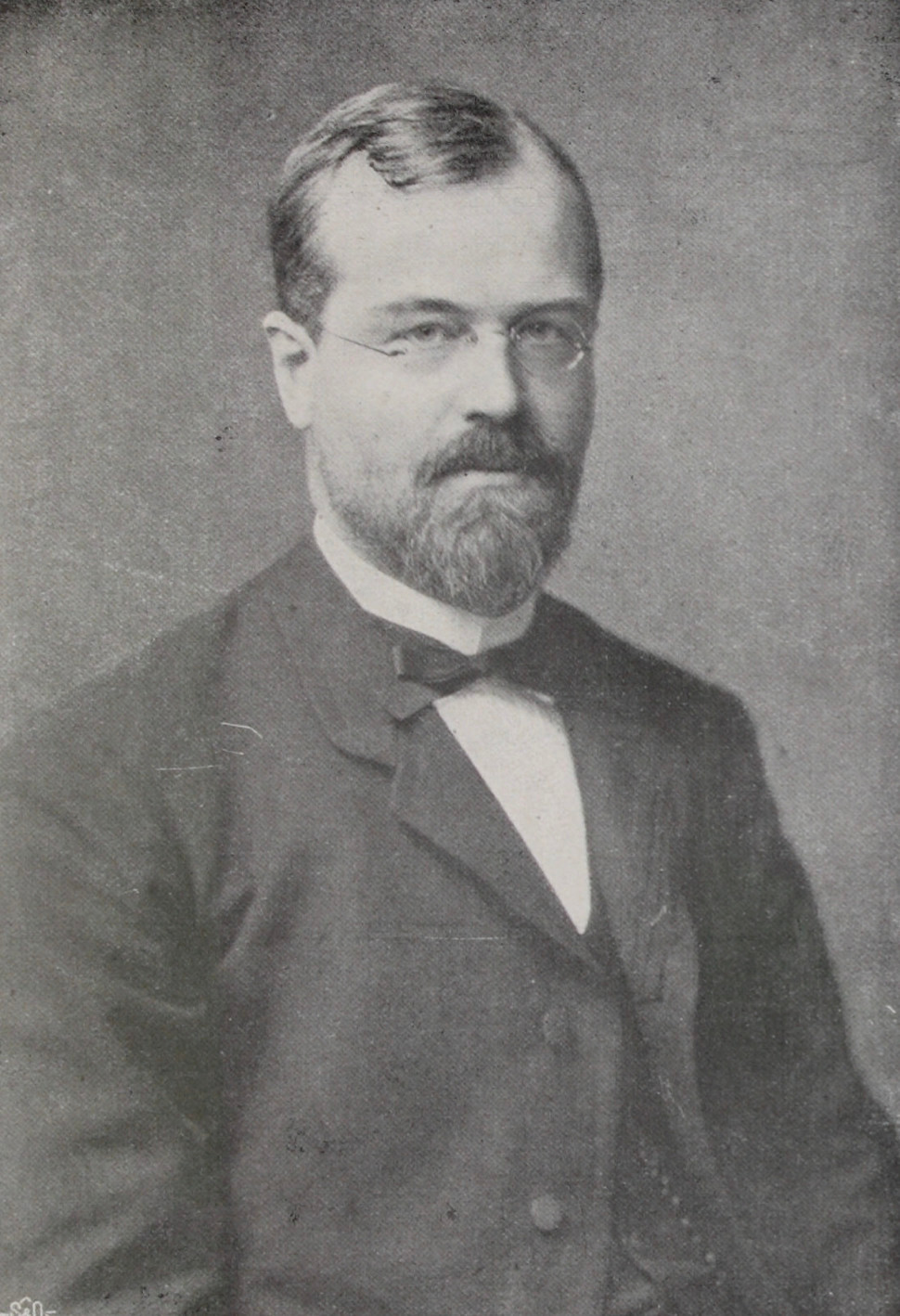
Theodor Wilhelm Jeß

Theodor Wilhelm Jeß (* 20. Juli 1839 in Itzehoe; † 12. Dezember 1891 in Kiel) war ein deutscher Theologe.

## Leben
Jeß war der älteste Sohn des Archidiakons Theodor Jeß. Der Vater starb schon 1848, die Mutter sicherte ihren Lebensunterhalt und den ihrer insgesamt vier Söhne durch die Einrichtung eines Jungenpensionats in Itzehoe. Theodor Wilhelm Jeß besuchte ab 1858 das Gymnasium in Lübeck und studierte ab 1858 an den Universitäten in Kiel, Berlin und Göttingen Theologie. 1863 legte er sein Examen ab. Vor dem Examen verbrachte er mehrere Monate in Griechenland, dorthin hatte ihn der Hofprediger des griechischen Königs, Reinhard Hansen, eingeladen.
Jeß unterrichtete zunächst an einer Privatschule in Itzehoe, die er später auch leitete. 1865 wurde er Diakon und noch im selben Jahr Archidiakon. Im März 1869 wurde Jeß Pastor an der Heiligengeistkirche in Kiel. Um die rheinisch-westfälische Kirchenordnung kennenzulernen, erhielt er ein Reisestipendium. Seine Erkenntnisse brachte Jeß in die Diskussion über die einzuführende schleswig-holsteinische Kirchenverfassung ein. Von 1868 bis 1871 leitete er die Herausgabe des schleswig-holsteinischen Kirchen-Schulblattes. 1872 heiratete er Käte, geb. Kraus, Tochter eines Kieler Stadtrats. Aus der Ehe gingen drei Kinder hervor. Im selben Jahr wurde er Pastor des neu geschaffenen Jakobi-Bezirks in Kiel. 1879 ernannte man Jeß dann zum Kirchenpropst der Propstei Kiel. Er war daneben 1870 und von 1880 bis 1891 Abgeordneter der Gesamtsynode.
Aus privaten Mitteln wurde von 1882 bis 1886 die Sankt Jakobikirche neu erbaut. Jeß gehörte daneben auch der Kieler Schulkommission an, war Mitglied im Gustav-Adolf-Verein und saß im Vorstand des Blindenfürsorge-Hauptvereins Schleswig-Holstein. Auch für die Gesellschaft freiwilliger Armenfreunde in Kiel war er aktiv. Als Mitglied des Helfer-Ausschusses dieses Vereins war er an der Einrichtung des Kaiser-Wilhelm I.-Stift in Kiel beteiligt, das als Altenheim und Wohnheim für Krankenpflegerinnen diente. Ebenso entstand ein Damenstift für alleinstehende Frauen aus dem Bildungsbürgertum, das 1886 eingeweiht wurde.
Jeß starb an einer Influenza-Infektion, mit der er sich auf der sog. „Todessynode“ 1891 in Rendsburg infiziert hatte. Die Trauerrede hielt sein Freund Heinrich Mau, der Pastor der Heiligengeistkirche Kiel. In der Kieler Jakobikirche befand sich eine 1916 eingeweihte Gedenktafel für Jeß, geschaffen von Adolf Brütt.

## Schriften
- Hegesippos nach seiner kirchengeschichtlichen Bedeutung. In: Zeitschrift für die historische Theologie. Bd. 35 (1865), S. 3–95.
- Zur kirchlichen Verfassungsfrage. Reisestudien. Nusser, Itzehoe 1868.
- Nicht Priesterherrschaft, sondern Gemeinderecht. Zur Beleuchtung der von Herrn Baron v. Meurer zu Krummendiek veröffentlichten „Warnung“. Nusser, Itzehoe 1868.
- Die Unionsfrage und die schleswig-holsteinische Landeskirche. Schwer, Kiel 1869.
- Bekenntniskirche und Landeskirche. Vortrag auf der schleswig-holsteinischen Kirchlichen Conferenz zu Preetz am 20. Juli 1871. Schwers, Kiel 1871.
- Grundsteinlegung der St. Jakobikirche in Kiel am 30. Juli 1882. Kiel 1882.
- Predigt bei der Einweihung der St. Jakobi-Kirche in Kiel am 8. Juni 1886. Kiel 1886.
- Zur Erinnerung an die am 2. Mai 1890 vollzogene Einweihung des Kaiser Wilhelm I.-Stifts in Kiel. Kiel 1890.
- Meinen Konfirmanden zur Erinnerung, Kiel 1891.
- Vorträge über den christlichen Glauben. Freiburg i.Br. 1892.